# John Lipsky
John Philip Lipsky (ur. 1947) – amerykański ekonomista, pełniący obowiązki dyrektora zarządzającego Międzynarodowego Funduszu Walutowego od aresztowania Dominique Strauss-Kahna. Z pochodzenia Żyd.
Ukończył ekonomię na Wesleyan University, a następnie uzyskał doktorat na Stanford University. Po zakończeniu edukacji rozpoczął pracę w Międzynarodowym Funduszu Walutowym. W 1978 r. został rezydentem MFW w Chile. W 1980 r. powrócił do USA, gdzie został skierowany do pracy w centrali MFW w Waszyngtonie.
W 1984 r. wstąpił do Salomon Brothers. W latach 1989–1994 był dyrektorem banku European Economic and Market Analysis Group. W 1994 r. wrócił do Nowego Jorku. 1 września 2006 r. został pierwszym zastępcą dyrektora zarządzającego Międzynarodowego Funduszu Walutowego. Funkcję tę pełnił do 18 maja 2011 r., kiedy to, po aresztowaniu dotychczasowego dyrektora Dominique Strauss-Kahna, został pełniącym obowiązki dyrektora zarządzającego MWF. 28 czerwca na następcę Dominique Strauss-Kahna wybrano Christine Lagarde, która objęła funkcję 5 lipca 2011.